# Chavagl Pitschen
Chavagl Pitschen är en bergstopp i Schweiz.   Den ligger i regionen Albula och kantonen Graubünden, i den östra delen av landet, 170 km öster om huvudstaden Bern. Toppen på Chavagl Pitschen är 2 229 meter över havet.
Terrängen runt Chavagl Pitschen är mycket bergig. Närmaste större samhälle är St. Moritz, 19,7 km sydost om Chavagl Pitschen. 
Trakten runt Chavagl Pitschen består i huvudsak av gräsmarker. Runt Chavagl Pitschen är det glesbefolkat, med 15 invånare per kvadratkilometer.